# Electrón Auger
La emisión electrónica Auger es un fenómeno físico en el cual la desaparición de un electrón interno de un átomo causa la emisión de un segundo electrón. El segundo electrón emitido es llamado electrón Auger.

## Historia
El fenómeno del efecto Auger fue descubierto por Pierre Victor Auger en 1923. Sin embargo, fue el físico francés Léon Brillouin quien propuso en 1924 que este efecto podía ser utilizado para el análisis de superficies y, posteriormente, en 1949, el físico francés Pierre Auger y sus colegas desarrollaron la técnica de espectroscopía Auger, que lleva su nombre en honor a su descubrimiento original del efecto Auger.

## El proceso de emisión

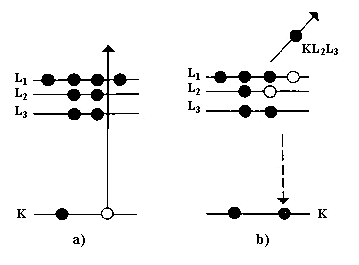
La siguiente figura muestra una transición Auger KLL. El primer electrón fue quitado de la capa K. Un electrón L baja a ocupar la vacante y el exceso de energía es trasferido a un segundo electrón L, el cual es emitido del átomo.

Cuando un electrón es arrancado de una de las capas internas de un átomo, dejando una vacante o hueco, un electrón de un nivel de energía externo puede caer en esta vacante, resultando en un exceso de energía. Este exceso de energía es frecuentemente liberada por la emisión de un fotón (fluorescencia de rayos X), aunque también puede ser transferida a otro electrón, el cual es emitido del átomo. La energía del electrón Auger corresponde a la diferencia entre la energía de la transición electrónica primaria y la energía de ionización para la capa de la cual el electrón Auger fue emitido. Esos niveles electrónicos dependen del tipo de átomo y del ambiente químico en el cual se encontraba el átomo. 
La energía cinética del electrón Auger expulsado depende exclusivamente de los tres niveles de energía involucrados en el proceso:
{\displaystyle E_{cin}=(E_{2}-E_{1})-E_{3}-E_{WF}\,}
donde 
- {\displaystyle E_{1}\,} es la energía del átomo con una vacante en un nivel interno. Este es un estado altamente inestable.
- {\displaystyle E_{2}\,} es la energía del nivel energético ocupado por el segundo electrón.
- {\displaystyle E_{3}\,} es la energía del electrón que será expulsado en el efecto Auger.
- {\displaystyle E_{WF}\,} es la función trabajo. Es la energía necesaria para que el electrón deje la superficie del sólido.

## Espectroscopia electrónica Auger
La espectroscopia de electrones Auger es una técnica analítica usada en la ciencia de superficies y en la ciencia de materiales. Se basa en el proceso emisión Auger por medio del bombardeo de una muestra con rayos X o electrones energéticos en el rango de 2-50 keV.